# Ошейниковая веерохвостка
Ошейниковая веерохвостка (лат. Rhipidura javanica) — вид воробьиных птиц из семейства веерохвостковых (Rhipiduridae). Обитает в Мьянме, Таиланде, Камбодже, Лаосе, Малайзии, Вьетнаме, Брунее, Индонезии, Сингапуре и на Филиппинах. Имеет два подвида.

## Описание
Размер ошейниковой веерохвостки — 17,5—19,5 см, масса — 11,7—19 г.
У птицы узкое белое надхвостье, серая до черноты макушка, лицо и верхняя часть боков. Подкрылья, средние и большие кроющие перья — тёмно-коричневые, окаймлены бледным пухом. Малые кроющие от серых до чёрных. Хвост серый с чёрным, все перья, кроме центральной пары, широко окантованы белым. Подбородок чёрный, горло белое, грудь и бока верхней части груди — от тёмно-серых до чёрных, остальное подбрюшье буровато-белое. Радужка тёмно-коричневая. Клюв и ноги чёрные.
Половой диморфизм отсутствует. Молодые птицы тусклее взрослых, крестец и надхвостье рыжеватые, нагрудная полоса менее отчетливая.

## Распространение и места обитания
Населяет низинные леса, бамбуковые заросли, кустарники, мангровые, болотные леса, вторичные леса, а также парки, сады, плантации альбиции. Выходит на открытую местность и даже посещает пляжи. В основном населяет низменности, от уровня моря до 455 м, местами до 825 м. Поднимается до 1500 м в Полуостровной Малайзии. Обычно селится вблизи воды.

## Поведение

### Песня
Песня — высокочастотное писклявое «chee-chee-wee-weet» или «chew-weet chew-weet chew-weet chew» с падением последней ноты. Позывки — скрипущее щебетание и писки.

### Питание
Питается насекомыми, приносит птенцам гусениц, мух и мотыльков. Очень активны, постоянно находятся в движении, когда ищут добычу или перемещаются в растительности. Иногда кормятся на земле. Добычу ловят в воздухе, а крупные объекты перед употреблением могут раздавить о ветку. Присоединяется к смешанным стаям насекомоядных птиц. Также следует за домашним скотом (буйволами) или обезьянами, ловит вспугиваемых животными насекомых, используя для этой цели периодические облёты пасущихся животных.

### Размножение
Гнездится в январе-августе по всему ареалу. 2—4 выводка за сезон. Гнездо представляет собой небольшую плотную чашу из тонких волокон и травинок, снаружи покрытую паутиной, часто со свисающим «хвостом», выстланную более тонкими волокнами. Гнездо размещается на высоте 0.5—8 м над землей, прикрепляется паутиной к вертикальному разветвлению или горизонтальной веточке небольшого дерева или куста, на ползучем кустарнике или бамбуке. Гнездо используется повторно для последующих выводков.
В кладке два яйца (иногда три), от бледно-кремово-белые до бурых, с коричневыми, желтовато-коричневыми или лавандово-серыми крапинками и пятнами. Размер яиц — 17,7—17,9 мм × 12,8—13,3 мм. Инкубация длится 12—15 дней, а период вылупления птенцов занимает 14—15 дней.
Максимальная зарегистрированная продолжительность жизни — девять лет четыре месяца. Две трети птиц гибнут в первый год, затем темпы потерь замедляются, 4—5 % выживают после девяти лет.
На гнёздах ошейниковых веерохвосток постоянно паразитирует щетинистая кукушка (Cacomantis variolosus).

## Классификация
Вид был описан Андерсом Спаррманом в 1788 году.
По данным базы Международного союза орнитологов в составе вида Rhipidura javanica выделяют 2 подвида:
- Rhipidura javanica javanica Sparrman, 1788. Номинативный. Ява, Бали и Ломбок.
- Rhipidura javanica longicauda (Wallace, 1865). Юг Мьянмы и Таиланд, Камбоджа, Вьетнам, Малайзия, Суматра, Борнео. Этот подвид темнее сверху, чем номинативный, верхняя часть боков без рыжего налёта, чёрный цвет на подбородке немного шире, брюхо белее, хвост длиннее.

## Охранный статус
Не находится под глобальной угрозой исчезновения (LC). Распространен или очень распространен в своем относительно обширном ареале.
Встречается на нескольких охраняемых территориях. В настоящее время серьёзных угроз не известно, хотя, несмотря на то, что этот вид находится под защитой индонезийского законодательства, торговля певчими птицами, несомненно, распространяется и на этот вид.